# アラビア語北イエメン方言
アラビア語北イエメン方言は、アラビア語の口語（アーンミーヤ）のひとつで、イエメン方言に分類される言語。
主にイエメンの北西部で話されている。イエメンの首都サナア（サヌア）を中心とした地域で話されることから、サナア方言、サヌア方言とも呼ばれる。話者は760万人（1996年時点）いる。

アラビア語の口語（アーンミーヤ）の方言地図